# Anchoa nasus
Anchoa nasus är en fiskart som först beskrevs av Rudolf Kner och Steindachner, 1867.  Anchoa nasus ingår i släktet Anchoa och familjen Engraulidae. IUCN kategoriserar arten globalt som livskraftig. Inga underarter finns listade i Catalogue of Life.